# 꼬인 위치
꼬인 위치는 공간에서 두 직선이 한 점에서 만나지도 않고 평행하지도 않은 관계이다. 꼬인 위치는 평행하지 않기 때문에 한 평면 안에서 일어날 수 없다.

## 같이 보기
- 직선과 직선 사이의 거리